# Philip José Farmer
Pour les articles homonymes, voir Farmer.
Œuvres principales
- Saga des Hommes-Dieux
- Le Fleuve de l'éternité

Philip José Farmer, né le 26 janvier 1918 à Terre Haute dans l'Indiana et mort le 25 février 2009 à Peoria dans l'Illinois, est un écrivain américain, connu pour ses romans et nouvelles de science-fiction et fantastique. 
En 1953 il obtient le prix Hugo du nouvel auteur ou artiste de SF avec une nouvelle sulfureuse à l’époque et publiée en août 1952 dans la revue Startling Stories, Les Amants étrangers, adaptée en roman en 1961. Il s'agit de l'un des premiers romans de l'histoire de la science-fiction dans lequel un Terrien a une relation d'ordre sexuel avec une extraterrestre.
Il a inventé le concept de Wold Newton. 
Une grosse partie de son œuvre s'intéresse à la réinterprétation de personnages historiques ou romanesques. Par exemple, The Other Log of Phileas Fogg, qui remplit les trous du calendrier dans Le Tour du monde en quatre-vingts jours de Jules Verne ; sa série de romans Le Fleuve de l'éternité (Riverworld) suit les aventures de Richard Francis Burton, Cyrano de Bergerac, Jean sans Terre, Hermann Göring et Samuel Clemens, le long d'un fleuve gigantesque, sur une planète où l'on a mystérieusement ressuscité toute l'humanité.
Il a fait entrer dans le monde réel le personnage de Kilgore Trout, créé par Kurt Vonnegut, en publiant sous ce pseudonyme le roman Le Privé du cosmos.

## Biographie
Né en 1918 dans l'Indiana, Philip José Farmer, est l'un des grands écrivains américains de l'âge d'or de la science-fiction. Avec trois prix Hugo (Les Amants étrangers -1953-, Les Cavaliers du Fiel ou le Grand Gavage -1968, Le Fleuve de l'éternité -1972), il est reconnu pour son audace, son imagination débordante et son absence de tabous littéraires. Il est, en effet, le premier écrivain à avoir introduit l'érotisme dans la science-fiction, jusque-là très pudibonde[réf. nécessaire], dès son premier roman, Les Amants étrangers. 
De fait, Farmer a rapidement révélé un caractère novateur dans sa façon de traiter les grands thèmes du genre. Dans les années 1950-60, alors que la plupart des héros de science-fiction sont bons, sûrs d'eux et des valeurs qu'ils défendent, les héros farmeriens, tout en étant athlétiques et héroïques, sont beaucoup moins « purs » : ils se posent des questions sur le bien-fondé de leurs actions, se révèlent curieux de comprendre le fonctionnement des sociétés exotiques qu'ils observent, s'initient au langage et aux coutumes des peuplades qu'ils rencontrent… Mais surtout, ils ne sont pas exempts de défauts, ce qui les rends plus réalistes. Souvent, ils ont eu accès à une forme d'immortalité, ce qui, avec les métabolismes étranges, l'érotisme et la religion, constitue l'un des thèmes fétiches de Farmer, qui reviennent tout au long de son œuvre. Cependant, Farmer n'est pas un précurseur dans les thèmes évoqués précédemment, puisque des auteurs comme Vance, par exemple, ont abordé ces sujets bien avant lui[réf. nécessaire].
Il apparaît souvent lui-même dans ses propres romans sous forme d'un personnage portant les mêmes initiales que lui (Peter Jairus Frigate, écrivain de science-fiction, dans le cycle du Fleuve, Paul Janus Finnegan, originaire de l'Indiana, alias Kickaha, dans la Saga des Hommes-Dieux). Il revisite aussi avec ironie et brio les mythes littéraires existants, comme celui de Tarzan (La Jungle nue ou Le Seigneur des arbres).
Il meurt le 25 février 2009 à l'âge de 91 ans chez lui, à Peoria dans l'Illinois.

## Œuvres

### Romans

#### SérieSaga des Hommes-Dieux
1. Le Faiseur d'univers ((en) The Maker of Universes, 1965)
2. Les Portes de la création ((en) The Gates of Creation, 1966)
3. Cosmos privé ((en) Private Cosmos, 1969), trad. Marcel Battin[1]
4. Les Murs de la Terre ((en) Behind the walls of Terra, 1970)
5. Le Monde Lavalite ((en) The Lavalite World, 1977)
6. La Rage d'Orc le rouge, Pocket, coll. Science-fiction no 5516, 1994 ((en) Red Orc's Rage, 1991)
7. Plus fort que le feu ((en) More than Fire, 1993)

Cette série a été adaptée en jeu de rôle sous le titre Thoan, les faiseurs d'univers.

#### SérieLe Fleuve de l'éternité
1. Le Monde du fleuve ((en) To Your Scattered Bodies Go, 1971)
2. Le Bateau fabuleux ((en) The Fabulous Riverboat, 1971)
3. Le Noir Dessein ((en) The Dark Design, 1977)
4. Le Labyrinthe magique ((en) The Magic Labyrinth, 1980)
5. Les Dieux du fleuve ((en) Gods of Riverworld, 1983)

#### SérieHadon(Khokarsa)
1. Hadon, fils de l'antique Opar ((en) Hadon of Ancient Opar, 1974)
2. Fuite à Opar ((en) Flight to Opar, 1976)
3. La Geste de Kwasin, Mnémos, 2016 ((en) The Song of Kwasin, 2012)Écrit avec Christopher Paul Carey. Roman commencé par Philip José Farmer au mieu des années 1970, puis abandonné, il a été terminé par Christopher Paul Carey en 2008

#### SérieDoc Caliban et Lord Grandrith
1. La Jungle nue, 1974 ((en) The Feast Unknown, 1969) - Champ libre, coll. Chute libre
2. Le Seigneur des arbres, 1986 ((en) Lord of the Trees, 1970) - Superlights no 32 - Pocket, coll. Science-fiction no 5358, 1990
3. (en) The Mad Goblin, Ace Books, 1970

#### Romans indépendants
- Le Masque vide, Presses Pocket, 1987 ((en) Unreasoning Mask, 1957)
- L'Odyssée verte ((en) Green Odyssey, 1957)
- Le Temps du retour, Fleuve noir, 1985 ((en) Timestop, 1957)
- Une bourrée pastorale, Champ libre, coll. Chute libre, 1975 ((en) Flesh, 1960)
- Les Amants étrangers ((en) The Lovers, 1961)
- L'Univers à l'envers ((en) Inside, Outside, 1964)
- Ose, Robert Laffont, Ailleurs et Demain, 1970 ((en) Dare, 1965)
- La Nuit de la lumière, J'ai lu no 885, 1978 ((en) Night of Light, 1966)
- La Porte du temps ((en) The Gate of Time, 1966)
- Comme une bête, Champ libre, coll. Chute libre, 1974 ((en) Image of the Beast, 1968)
- Gare à la bête, Champ libre, coll. Chute libre, 1975 ((en) Blown, 1968)
- Le Réveil du dieu de pierre, Fleuve noir, 1983 ((en) The Stone God Awakens, 1970)
- Le Tigre africain, Titres/SF no 34, 1980 ((en) Lord Tyger, 1970)
- Le Dernier Cadeau du temps ((en) Time's Last Gift, 1972)
- Tarzan vous salue bien, Champ libre, coll. Chute libre, 1978 ((en) Tarzan Alive, 1972)
- Chacun son tour, Champ libre, coll. Chute libre, 1977 ((en) The Other Log of Phileas Fogg, 1973)
- (en) Doc Savage : His Apocalyptic Life, Bantam Books, 1973
- L'Homme qui trahit la vie, Pocket, col. Science-fiction no 5113, 1981 ((en) Traitor to the Living, 1973)
- Le Privé du cosmos, Titres/SF no 10, 1979 ((en) Venus on the Half-Shell, 1974)
- Le Saigneur de la jungle, Jacques Glénat Marginalia, 1975 ((en) The Adventure of the Peerless Peer, 1974)
- Le Soleil obscur, J'ai lu no 1257, 1981 ((en) Dark Is the Sun, 1979)
- Un martien nommé Jésus, Titres/SF no 38, 1981 ((en) Jesus on Mars, 1979)
- Le Masque vide, Pocket, coll. Science-fiction no 5250, 1987 ((en) Unreasoning Mask, 1981)
- Silver Grandcœur ((en) Greatheart Silver, 1982)
- Station du cauchemar, Superlights no 2, 1982 ((en) Stations of the Nightmare, 1982)
- Rien ne brûle en enfer, Gallimard,coll. Série noire, 2001 ((en) Nothing Burns in Hell, 1998)

### Recueil de nouvelles
- Des rapports étranges, J'ai lu no 712, 1976 ((en) Strange Relations, 1960)

### Nouvelles
- Par-delà l’océan ((en) Sail On! Sail On!, 1952)in anthologie Histoires de la quatrième dimension, Le Livre de poche, 1983
- Attitudes, 1954 ((en) Attitudes, 1955)
- La Planète du dieu ((en) Father, 1955)in revue Fiction nos 33-34, août 1956 et septembre 1956 - Réédité sous le titre Le Père en 1983 dans l'anthologie Histoires divines
- Les Cavaliers du fiel, ou le Grand Gavage ((en) Riders of the Purple Wage, 1967)in anthologie Dangereuses Visions, J'ai lu, 1975
- Lavez pas les carats ! ((en) Don't Wash the Carats, 1968)in anthologie Histoires de médecins, Le Livre de poche, 1983
- Soixante-dix ans de decpop, 1972 ((en) Seventy Years of Decpop, 1972)

## À noter
Un roman a été écrit avec Philip José Farmer comme personnage : Philip José Farmer conquiert l'univers par François Mottier - Glénat, 1980